# عمر عیونی
عمر عیونی (انگلیسی: Amor Layouni؛ زادهٔ ۳ اکتبر ۱۹۹۲) بازیکن فوتبال اهل تونس است.
از باشگاه‌هایی که در آن بازی کرده‌است می‌توان به باشگاه فوتبال بوده/گلیمت اشاره کرد.
وی همچنین در تیم ملی فوتبال تونس بازی کرده‌است.